# 7,7 × 58 мм Арисака
7,7×58 мм Арисака или 7,7 японский — бесфланцевый винтовочный унитарный патрон, разработанный для винтовки Тип 99 перед Второй мировой войной с целью замены морально устаревших патронов 6,5×50 мм Арисака. Решение о замене было принято после анализа военного опыта, полученного Императорской армией Японии во время войны в Китае, во время которой японцы обнаружили, что патрон .303 British является более эффективным, чем 6,5×50 мм Арисака по эффективности поражения и баллистике.
Этот патрон является копией британского (используются даже аналогичные пули), с той разницей, что не имеет морально устаревшего выступающего фланца, который является серьёзным препятствием для разработки автоматического оружия и магазинов. Патрон по мощности сопоставим с .30-06 Springfield.
После капитуляции Японии в сентябре 1945 года выпуск этих патронов был прекращён. В связи с сокращением количества патронов японского производства, уже в начале 1969 года владельцам оружия в США рекомендовалось использовать для стрельбы либо повторно снаряженные стреляные гильзы, либо изготавливать патроны из переобжатых гильз американских винтовочных патронов .30-06.
В настоящее время производится фирмами «Norma Precision» и «Graf» как спортивный патрон.

## 7,7×58 мм SR
7,7×58 мм SR — специальный полуфланцевый патрон. Создан на основе стандартного 7,7×58 мм Арисака. Использовался в авиационных пулемётах Тип 92, Тип 89 и станковом Тип 92. Представлял собой конструктивный аналог английского винтовочно-пулемётного патрона .303 British.